# Statik Selektah

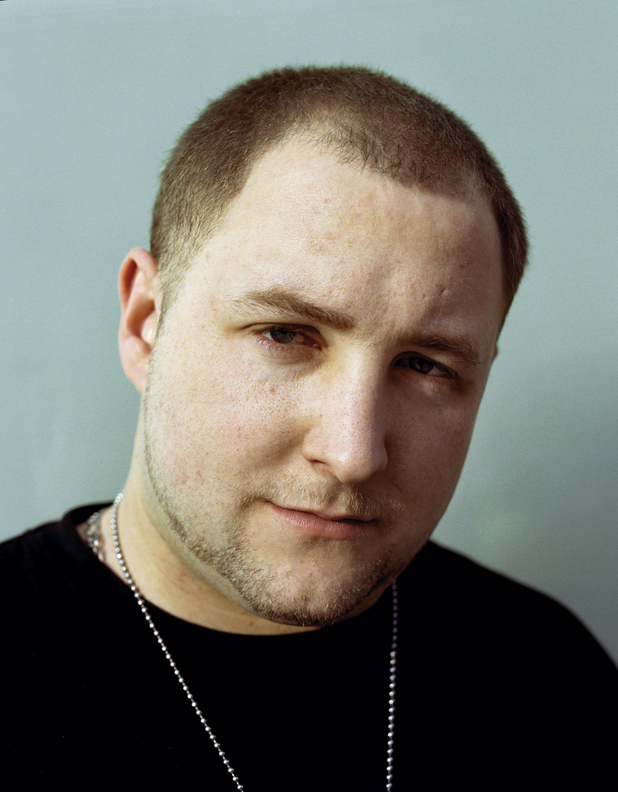
Statik Selektah

Statik Selektah (* 23. Januar 1982 als Patrick Baril in Lawrence, Massachusetts) ist ein US-amerikanischer Hip-Hop-DJ und -Produzent. Er ist bei dem Label Showoff Records unter Vertrag.

## Leben
Der Sohn von Owen und Kathleen Baril begann 1995 mit dem Produzieren von Hip-Hop-Beats. Zuvor hatte Selektah bereits seit der siebten Jahrgangsstufe auf Schulpartys als DJ gearbeitet. Seitdem bekam er diverse US-amerikanische Musikpreise verliehen.
Besonders bekannt ist Selektah durch seine Zusammenarbeit mit Nas, Termanology und 50 Cents Hip-Hop-Label G-Unit Records. Der Produzent mixt auf zahlreichen Tapes die Songs der Künstler.
Außerdem macht Selektah Mixshows für FM- und Satelliten-Radiostationen in den Vereinigten Staaten.
Im November 2007 veröffentlichte er über Showoff Records/Brick Records sein erstes Producer-Album mit dem Titel "Spell My Name Right". Als Gastrapper sind unter anderem HipHop-Größen wie KRS-One, Large Professor, Q-Tip und Doug E. Fresh neben vielen eher im Underground populären Künstlern wie beispielsweise Termanology oder Consequence vertreten.

## Diskografie

### Mixtapes
- 2000: Something to Front On
- 2001: Wakin You Up
- 2001: Spell My Name Right 1 (nicht veröffentlicht)
- 2001: Spell My Name Right 2
- 2001: SMNR 3: UnderStand yet
- 2002: SMNR 4: The Streets
- 2002: SMNR5: THE ALLSTAR JUMP OFF (hosted von Chubby Chub)
- 2002: Digiwaxx Mixshow Power Summit Extravaganza
- 2002: SMNR6: MAJOR THREAT (hosted von Talib Kweli)
- 2003: SMNR7: CITY ON SMASH
- 2003: Manhattan Clothing Mix Volumes 1 & 2
- 2003: Digiwaxx MixshowPowerSummit Extravaganza 2
- 2003: SMNR 8: Major Threat 2004 (hosted von Gang Starr)
- 2004: SMNR 9: Its A Problem (hosted von Method Man)
- 2004: Akon – Trouble Album Sampler
- 2004: Reggae Smashment 2004 (nur in Japan erschienen)
- 2004: The Champs Are Here
- 2004: The Get Lifted Soul Mixtape (hosted von John Legend)
- 2004: Nas – The Prophecy
- 2005: The Champs Are Here Vol. 2
- 2005: Royce Da 5'9" – The King Is Back
- 2005: Reggae Smashment: The Classics
- 2005: AZ – Welcome to My World
- 2005: G-Unit Records – The Empire Strikes Back
- 2006: Soundtrack To The Summer
- 2006: Termanology – Hood Politics IV: Show & Prove (mit DJ Clinton Sparks)
- 2006: The Sun Still Rises In The East (East Coast Slang Volume 1) (mit DJ Big Mike)
- 2006: Nas – The Prophecy 2: The Beginning of the N
- 2006: The Look Of Love: Hip Hop Is Alive (hosted von Q-Tip)
- 2007: Royce Da 5'9" – The Bar Exam (hosted von DJ Premier)
- 2007: Jon Hope – The Audacity
- 2009: Skyzoo – The Power of Words
- 2009: Reflection Eternal – Re:Union

### Alben
- 2007: Spell My Name Right (The Album)
- 2008: Stick 2 the Script
- 2010: 100 Proof (The Hangover)
- 2011: Population Control
- 2013: Extended Play
- 2014: What Goes Around
- 2015: Lucky Seven
- 2016: Statik KXNG (mit KXNG Crooked)
- 2017: 8